# Leichtathletik-Weltmeisterschaften 2001/Kugelstoßen der Frauen

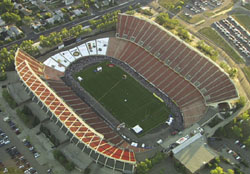
Das Commonwealth Stadium von Edmonton im Jahr 2005

Das Kugelstoßen der Frauen bei den Leichtathletik-Weltmeisterschaften 2001 wurde am 5. August 2001 im Commonwealth Stadium der kanadischen Stadt Edmonton ausgetragen.
Weltmeisterin wurde die belarussische Olympiasiegerin von 2000 und EM-Dritte von 1998 Janina Karoltschyk. Wie bei den vorangegangenen Weltmeisterschaften vor zwei Jahren in Sevilla gewann die Deutsche Nadine Kleinert-Schmitt die Silbermedaille. Bronze ging nach einer zweijährigen dopingbedingten Sperre an Wita Pawlysch aus der Ukraine.

## Bestehende Rekorde
| Weltrekord | 22,63 m | Natalja Lissowskaja | Moskau, Sowjetunion (heute Russland) | 7. Juni 1987      |
| WM-Rekord  | 21,24 m | Natalja Lissowskaja | WM 1987 in Rom, Italien              | 5. September 1987 |

Der bestehende WM-Rekord wurde bei diesen Weltmeisterschaften nicht eingestellt und nicht verbessert.
Im Finale am 5. August gab es einen Landesrekord:
20,61 m – Janina Karoltschyk, Belarus

## Legende
Kurze Übersicht zur Bedeutung der Symbolik – so üblicherweise auch in sonstigen Veröffentlichungen verwendet:
| – | verzichtet |
| x | ungültig   |

## Qualifikation
5. August 2001, 8:30 Uhr
Zwanzig Teilnehmerinnen traten in zwei Gruppen zur Qualifikationsrunde an. Die Qualifikationsweite für den direkten Finaleinzug betrug 18,40 m. Zehn Athletinnen übertrafen diese Marke (hellblau unterlegt). Das Finalfeld wurde mit den beiden nächstplatzierten Sportlerinnen auf zwölf Kugelstoßerinnen aufgefüllt (hellgrün unterlegt). So mussten schließlich 17,93 m für die Finalteilnahme erbracht werden.

### Gruppe A
| Platz | Name                | Nation       | Resultat (m) | 1. Versuch (m) | 2. Versuch (m) | 3. Versuch (m) |
| 1     | Janina Karoltschyk  | Belarus      | 19,87        | 19,87          | –              | –              |
| 2     | Wita Pawlysch       | Ukraine      | 18,68        | 18,68          | –              | –              |
| 3     | Yumileidi Cumbá     | Kuba         | 18,64        | 18,64          | –              | –              |
| 4     | Astrid Kumbernuss   | Deutschland  | 18,54        | 17,98          | 18,54          | –              |
| 5     | Krystyna Zabawska   | Polen        | 18,48        | 18,28          | x              | 18,48          |
| 6     | Swetlana Kriweljowa | Russland     | 18,47        | 18,47          | –              | –              |
| 7     | Lieja Koeman        | Niederlande  | 17,93        | 17,93          | x              | 17,82          |
| 8     | Kalliopi Ouzouni    | Griechenland | 16,82        | x              | 16,77          | 16,82          |
| 9     | Elena Hila          | Rumänien     | 16,57        | x              | 16,57          | x              |
| 10    | Iolanta Uljewa      | Kasachstan   | 16,22        | 15,99          | 16,22          | 15,83          |

### Gruppe B
| Platz | Name                    | Nation              | Resultat (m) | 1. Versuch (m) | 2. Versuch (m) | 3. Versuch (m) |
| 1     | Nadine Kleinert-Schmitt | Deutschland         | 19,35        | x              | 19,35          | –              |
| 2     | Irina Korschanenko      | Russland            | 18,96        | 18,96          | –              | –              |
| 3     | Larissa Peleschenko     | Russland            | 18,65        | 18,65          | –              | –              |
| 4     | Nadseja Astaptschuk     | Belarus             | 18,44        | x              | 18,44          | –              |
| 5     | Elisângela Adriano      | Brasilien           | 18,11        | 17,66          | 17,53          | 18,11          |
| 6     | Katarzyna Żakowicz      | Polen               | 17,71        | x              | 17,71          | 17,51          |
| 7     | Lee Myung-Sun           | Südkorea            | 17,66        | 17,66          | 17,52          | 17,55          |
| 8     | Cheng Xiaoyan           | Volksrepublik China | 17,32        | 17,21          | 17,32          | 17,25          |
| 9     | Seilala Sua             | USA                 | 16,61        | 16,61          | 16,21          | 16,08          |
| 10    | Georgette Reed          | Kanada              | 15,92        | 15,92          | 15,61          | 15,74          |

## Finale
5. August 2001, 15:45 Uhr
| Platz | Name                    | Nation      | Resultat (m) | 1. Versuch (m) | 2. Versuch (m) | 3. Versuch (m) | 4. Versuch (m)                              | 5. Versuch (m)                              | 6. Versuch (m)                              |
| 1     | Janina Karoltschyk      | Belarus     | 20,61 NR     | x              | 19,71          | 20,61          | x                                           | 19,21                                       | 19,61                                       |
| 2     | Nadine Kleinert-Schmitt | Deutschland | 19,86        | 19,54          | 18,88          | 19,45          | 19,10                                       | x                                           | 19,86                                       |
| 3     | Wita Pawlysch           | Ukraine     | 19,41        | 19,01          | 19,41          | 18,80          | x                                           | 18,98                                       | x                                           |
| 4     | Larissa Peleschenko     | Russland    | 19,37        | x              | 19,06          | 19,37          | 19,32                                       | 19,30                                       | 19,15                                       |
| 5     | Irina Korschanenko      | Russland    | 19,35        | 19,35          | x              | x              | 18,55                                       | 18,63                                       | x                                           |
| 6     | Astrid Kumbernuss       | Deutschland | 19,25        | 18,77          | 19,02          | 18,91          | x                                           | 19,25                                       | x                                           |
| 7     | Nadseja Astaptschuk     | Belarus     | 18,98        | 18,65          | 18,81          | 18,52          | 18,71                                       | 18,98                                       | x                                           |
| 8     | Yumileidi Cumbá         | Kuba        | 18,73        | 18,73          | x              | 18,34          | x                                           | 17,90                                       | 18,56                                       |
| 9     | Swetlana Kriweljowa     | Russland    | 18,70        | x              | 18,68          | 18,70          | nicht im Finale der besten acht Athletinnen | nicht im Finale der besten acht Athletinnen | nicht im Finale der besten acht Athletinnen |
| 10    | Krystyna Zabawska       | Polen       | 18,50        | 18,18          | 18,49          | 18,70          | nicht im Finale der besten acht Athletinnen | nicht im Finale der besten acht Athletinnen | nicht im Finale der besten acht Athletinnen |
| 11    | Elisângela Adriano      | Brasilien   | 18,06        | 17,96          | 17,95          | 18,06          | nicht im Finale der besten acht Athletinnen | nicht im Finale der besten acht Athletinnen | nicht im Finale der besten acht Athletinnen |
| 12    | Lieja Koeman            | Niederlande | 17,89        | 17,56          | 17,89          | x              | nicht im Finale der besten acht Athletinnen | nicht im Finale der besten acht Athletinnen | nicht im Finale der besten acht Athletinnen |

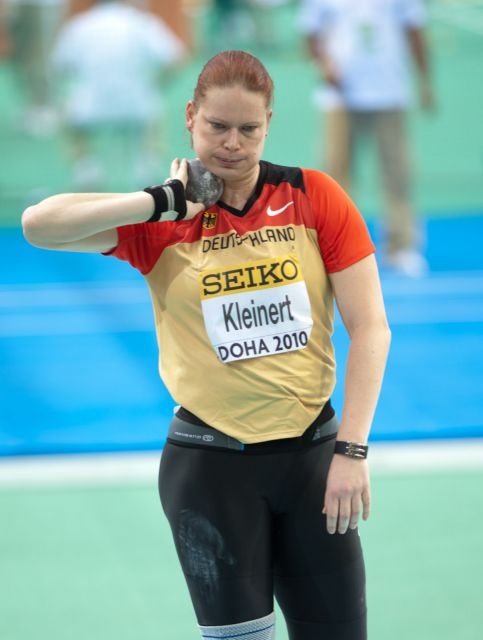
Nadine Kleinert-Schmitt – Vizeweltmeisterin wie vor zwei Jahren
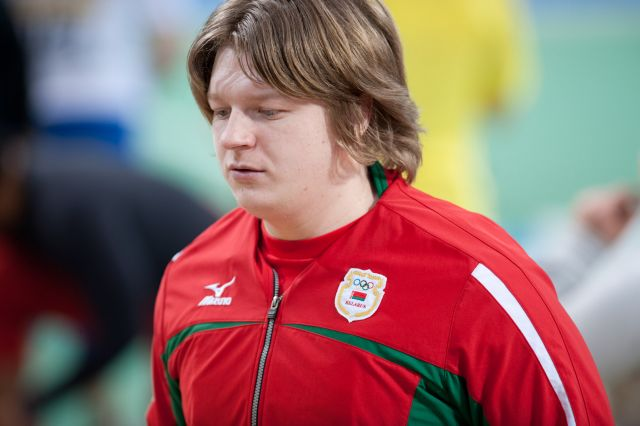
Nadseja Astaptschuk belegte Rang sieben
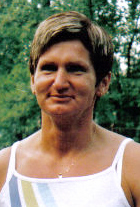
Krystyna Zabawska kam auf den zehnten Platz

## Video
- Women's Shot Put Final - 2001 IAAF World Championships auf youtube.com, abgerufen am 26. August 2020